# Giorgio Alberino
Giorgio Alberino (Alessandria, 1576 circa – ...) è stato un pittore italiano attivo a Casale Monferrato nel XVII secolo.

## Biografia
Alberino è citato da Luigi Lanzi come allievo di Guglielmo Caccia (il Moncalvo), dove cita Della Valle, secondo il quale Alberino era compagno di studi di un pittore di nome N o M Sacchi (il Sacchi di Casale). Tuttavia, nella voce dell'Enciclopedia Treccani, viene identificato come probabile collaboratore del Moncalvo, che aveva studiato probabilmente a Vercelli, dove sposò la figlia del pittore Amedeo Giovenone. Collaborò con Moncalvo nella Galleria del Palazzo Reale di Torino nel 1607. Dipinse anche diverse cappelle nel Sacro Monte di Crea. Nel 1630 firmò una pala d'altare, insieme a suo nipote Pietro Paolo Boffa, per la parrocchia di Felizzano.
Tra le altre opere c'è un Mistero del Rosario in una cappella di San Domenico e affreschi raffiguranti gli Apostoli sulle pareti di San Pietro, entrambi a Casale Monferrato.